# María Elvira Sagarzazu
María Elvira Sagarzazu es una historiadora, escritora y novelista argentina.
Su trabajo de investigación se centra en la presencia árabe en el continente americano desde los tiempos de la conquista de América, develando el aporte de la cultura morisca a la del Río de la Plata, contribuyendo a la construcción de la identidad Argentina.
En sus novelas históricas se describen detalladamente el modo de vida que llevaban los personajes acorde a su contexto social. Nos describe sabores, perfumes, vestidos, el interior de las viviendas donde se desarrolla la narrativa.
Trata los temas de la mujer en la sociedad islámica y los encuentros entre el Islam y el Cristianismo.

## Novelas publicadas
- La guerra de los profetas (2007)
- La puerta del tiempo (1998)
- El exilio de la gacela (1993)
- Máscaras para un espacio: Huesca en la narrativa de hoy (1990)
- Lucía Soledad, la comandante (1985)
- El imposible reclamo de la eternidad (1987)

## Artículos publicados sobre la autora
- La Literatura según María Elvira Sagarzazu, entrevista por Antonia Taleti, diario La Capital, Rosario, 27/marzo/05, sección Señales de la Cultura, p.6.
- Europa er en aeldre dame skjult bag en vifte, entrevista de Mikael Jalving, Diario Berlingske, Kobenhaven, 2 sección, lunes 18/ sept/06, p.1.
- Entrevista a María Elvira Sagarzazu, por Khadija Warid, Semanario La Mañana, Casablanca (Marruecos) 12-17, sección Cultura, junio/06, p. 17.
- Crochet, Delia: Mujer analizada por Mujeres, Diario La Capital, Rosario, mayo/23/2004, p.7.
- Sagarzazu, María Elvira: La Conquista Furtiva. Argentina y los Hispanoárabes, por Antonio Vespertino Rodríguez. ALJAMÍA (Anuario de Información Bibliográfica) vol.14, Año 2002, pp. 461-2. Publicación del Dpto. de Filología Clásica y Románica, Universidad de Oviedo.
- Califa, Oche: Rasgos moriscos en la vida criolla, entrevista, diario La Nación, Buenos Aires, abril 14/2001, sección 5, p.8.
- Entre dos mundos, entrevista a MES por Carolina Sosa, Revista NUEVA, No.379, octubre 18/1998 (Agrupación Diarios del Interior, S.A) Buenos Aires, pp. 64-68.

## Distinciones
- Lucía Soledad, la comandante fue expuesta representando a las letras santafesinas en la XVIa Feria del Libro de La Habana (Cuba) del 8- 18 de febrero. (2007)
- Premio Internacional de Novela (España) (1986)
- Premio Albert Schweitzer al comportamiento social humanitario otorgado por el Instituto Schweitzer de Rosario (compartido con el etólogo alemán Dr. Vitus Dröesher) (1987)